# Don Byas
Pour les articles homonymes, voir Wesley.
Carlos Wesley Byas, dit Don Byas, né le 21 octobre 1912 à Muskogee (Oklahoma) et mort le 24 août 1972 à Amsterdam, est un saxophoniste ténor américain, dont le style fait la transition entre la fin du swing et le début du bebop. Son choix de s'installer en Europe en 1946, loin des radars de la critique américaine, explique le peu de place qui lui est accordé dans les livres d'histoire du jazz

## Biographie

### Jeunesse
Les parents de Don Byas étaient tous deux musiciens. Sa mère jouait du piano et son père était clarinettiste. Byas commença son apprentissage par la musique classique, d'abord au violon, puis à la clarinette et enfin au saxophone alto. Il en jouera jusqu'à la fin des années 1920.
Il joua pour l'orchestre local à 17 ans avec des musiciens comme Bennie Moten, Terrence Holder (en) et Walter Page's Blue Devils. Au Langston College, dans l'Oklahoma, il fonda et dirigea le groupe de l'école, Don Carlos and His Collegiate Ramblers en 1931-1932.

### Début de carrière aux États-Unis
Byas échange l'alto contre le ténor après avoir déménagé sur la côte Ouest, et il joue avec différents groupes de Los Angeles. En 1933, il participe à une tournée sur la côte avec le groupe de Bert Johnson, Johnson's Sharps and Flaps. Il joue également pour le groupe de Lionel Hampton au Paradise Club en 1935, avec le saxophoniste, clarinettiste et arrangeur Eddie Barefield et le tromboniste Tyree Glenn. Il est membre de bien d'autres groupes dans cette région, tels ceux de Buck Clayton (1936), Lorenzo Flennoy (de) et Charlie Echols (en). À la fin des années 1930, il joue dans plusieurs groupes de swing : Don Redman, Andy Kirk,…
De 1941 à 1943, il remplace Lester Young en tant que soliste dans l'orchestre de Count Basie, au côté duquel il enregistre Swinging the Blues, Royal Garden Blues ou encore Harvard Blues, un morceau qui met en valeur sa sonorité riche et profonde,. Au Minton's Playhouse et sur la 52e rue, il joue également avec la jeune génération bebop, comme Charlie Parker et Dizzy Gillespie. Il se familiarise avec le langage bebop en petite formation entre 1943 et 1946.

### Installation en Europe
En 1946, Don Byas tourne en Europe avec l'orchestre de Don Redman. Il décide de s'y installer, vivant en France, aux Pays-Bas et au Danemark.
En avril 1950 il rejoint l'orchestre de Duke Ellington en tournée en Europe.
Le Modèle:Date21 février 1953, il rejoint pour quelques mois l'orchestre de Jacques Hélian.
Il ne retourne aux États-Unis qu'une seule fois pour une tournée en 1970, au cours de laquelle il joue au Newport Jazz Festival,.
Il meurt le 24 août 1972 à Amsterdam.

## Style

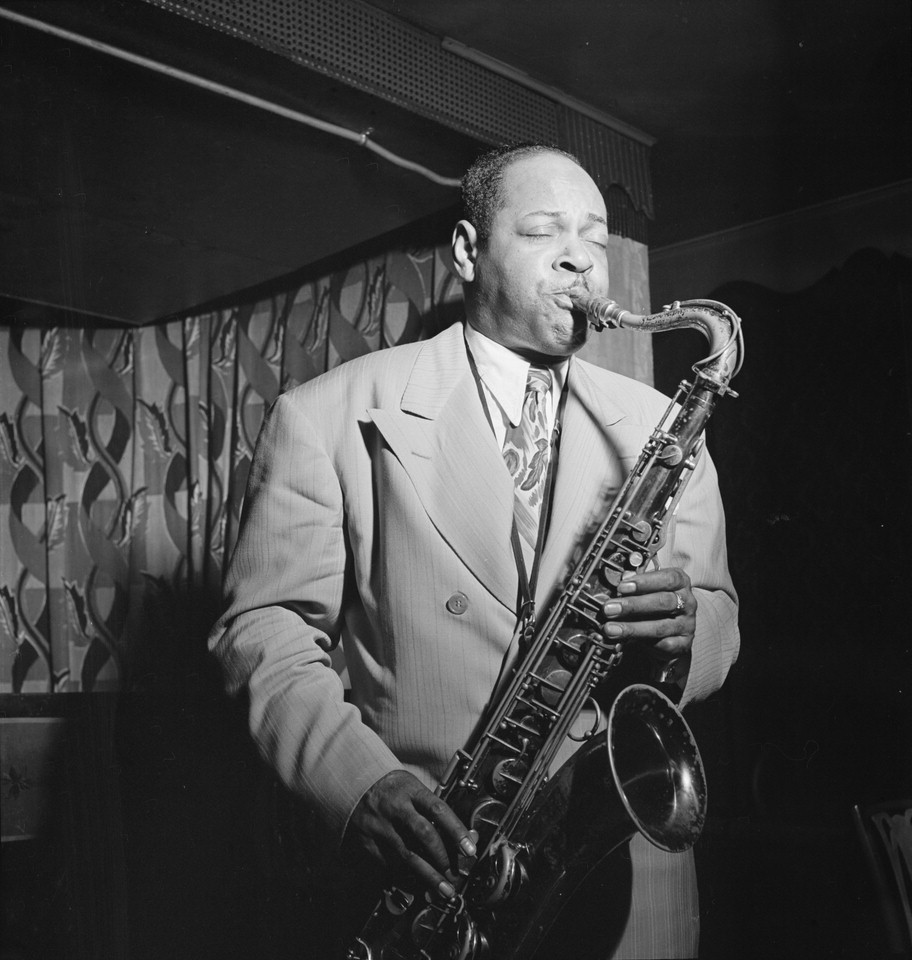
Coleman Hawkins, influence de Don Byas.

Don Byas est un des chaînons de la transition entre la fin du swing et le début du bebop,.
C'est entre 1943 et 1946 qu'il se familiarise avec les harmonies et les rythmes bebop. En 1945, il enregistre des duos avec le contrebassiste Slam Stewart (Indiana, I Got Rhythm) qui sont représentatifs de son style : de longues phrases fluides, avec un son riche hérité de Coleman Hawkins, et des harmonies modernes issues du bebop.
Il est notamment réputé pour son interprétation de ballades : « sur la ballade Laura, qui fut son cheval de bataille, ou plutôt son irrésistible instrument de séduction, il déploie toutes les ressources de son art, donnant le sentiment que chaque note rend un hommage lascif à la beauté ».

## Discographie

### En tant que leader
- 1953 : At His Best, avec l'orchestre de Tony Proteau (Vogue)
- 1954 : Don Carlos Meets Mary Lou, avec Mary Lou Williams (Vogue)
- 1954 : Beryl Booker Trio with Don Byas in Paris, avec Beryl Booker (en) (Discovery)
- 1957 : Jazz at Saint-Germain Des Prés (Verve)
- 1962 : Amoureusement votre…, avec l'orchestre de Jacques Denjean (Polydor, sorti sous d'autres noms chez d'autres labels[6])
- 1964 : Don Byas' 30th Anniversary Album (Fontana)
- 1964 : Anthropology (Black Lion)
- 1969 : Don Byas Meets Ben Webster (Prestige, également sorti chez SABA sous le titre Ben Webster Meets Don Byas)
- 1998 : Autumn Leaves (Jazz House)
- 2012 : Don Byas at Nalen (Riverside)

### En tant que sideman
- 1949 : Bill Coleman, Lausanne 1949 (TCB 2010)
- 1956 : Mary Lou Williams, Messin' 'Round in Montmartre (Storyville)
- 1972 : Amália Rodrigues, Encontro (Columbia)
- 1974 : Coleman Hawkins, 52nd Street: Vol. 2 (Onyx)

### Albums posthumes
- 1941 : Midnight at Minton's (en) (Onyx, 1973)
- 1949 : Bill Coleman et Don Byas, Lausanne 1949 (TCB Records, 2010)
- 1960 : Jazz At The Philharmonic, Live in Amsterdam 1960 (Nederlands Jazz Archief, 2018)
- 1961 : Don Byas et Bud Powell, A Tribute to Cannonball (en) (Columbia, 1979)
- 1962 : Don Byas avec Jan Johansson, Don Byas at Nalen (Riverside Records, 2012)
- 1963 : Don Byas, All The Things You Are (Jazz Life, 1988)
- 1964 : Don Byas Meets The Jacobs Brothers, Groovin' High (Live in Haarlem 1964) (Nederlands Jazz Archief, 2016)
- 1968 : Amália Rodrigues et Don Byas, Encontro (Columbia, 1972)

### Anthologies et intégrales
- Laura - Jazz in Paris (Polydor/Universal, Gitanes Jazz)[7]
- Don Byas : New York - Paris / 1938-1955 (Frémeaux & Associés, 2016)[4]